# Retrakt deformacyjny
Retrakt deformacyjny – specjalny rodzaj retraktu przestrzeni topologicznej. Intuicyjnie, retrakt deformacyjny przestrzeni {\displaystyle X} to taka jej podprzestrzeń {\displaystyle Y,} że {\displaystyle X} daje się w sposób ciągły „skurczyć” do {\displaystyle Y.}

## Definicja
Podprzestrzeń {\displaystyle Y} przestrzeni {\displaystyle X} (poprzez {\displaystyle i:Y\hookrightarrow X} oznaczamy naturalne włożenie) nazywamy retraktem deformacyjnym przestrzeni {\displaystyle X,} o ile istnieje przekształcenie {\displaystyle r:X\to Y,} nazywane retrakcją deformacyjną, spełniające warunki:
1. {\displaystyle r\circ i=\operatorname {id} _{Y}} (tzn. {\displaystyle r} jest retrakcją z {\displaystyle X} do {\displaystyle Y}),
2. {\displaystyle i\circ r:X\to X} jest homotopijne z {\displaystyle \operatorname {id} _{X}.}

Jeżeli homotopia z warunku 2. jest stała na zbiorze {\displaystyle Y\times [0,1],} to {\displaystyle Y} nazywamy mocnym retraktem deformacyjnym {\displaystyle X.} Część autorów retraktami deformacyjnymi nazywa jedynie mocne retrakty deformacyjne.
Równoważnie retrakcję deformacyjną można zdefiniować jako rodzinę przekształceń ciągłych {\displaystyle \{f_{t}\}_{t\in [0,1]}} taką, że:
1. {\displaystyle \forall _{t\in [0,1]}f_{t}:X\to X,}
2. {\displaystyle f_{0}=\operatorname {id} _{X},}
3. {\displaystyle \forall _{x\in X}f_{1}(x)\in Y,}
4. odwzorowanie {\displaystyle F:X\times [0,1]\to X} zadane wzorem {\displaystyle F(x,t)=f_{t}(x)} jest ciągłe.

Jeśli ponadto {\displaystyle \forall _{t\in [0,1]}f_{t}|_{Y}=\operatorname {id} _{Y},} to rodzinę {\displaystyle \{f_{t}\}_{t\in [0,1]}} nazywamy mocną retrakcją deformacyjną.

## Własności
- Mocny retrakt deformacyjny jest retraktem deformacyjnym.
- Retrakt deformacyjny przestrzeni jest jej homotopijnie równoważny.
- Przestrzeń topologiczna jest ściągalna wtedy i tylko wtedy, gdy dowolny jej punkt jest retraktem deformacyjnym tej przestrzeni. Można jednak podać przykład przestrzeni ściągalnej takiej, że żaden jej punkt nie jest mocnym retraktem deformacyjnym tej przestrzeni.
- Dwie przestrzenie topologiczne {\displaystyle X,Y} są homotopijnie równoważne wtedy i tylko wtedy, gdy istnieje przestrzeń {\displaystyle Z} taka, że {\displaystyle X} i {\displaystyle Y} są retraktami deformacyjnymi {\displaystyle Z.}